# Kasper Viberg Søgaard
Kasper Viberg Søgaard (født 12. september 2001 i Birkerød) er en forhenværende cykelrytter fra Danmark, der senest kørte for Leopard TOGT Pro Cycling.